# Gecse
Gecse là một thị trấn thuộc hạt Veszprém, Hungary. Thị trấn này có diện tích 9,34 km², dân số năm 2010 là 427 người, mật độ 46 người/km².